# کلیسوریتسا (ورانگه)
کلیسوریتسا (به صربی: Klisurica) یک منطقهٔ مسکونی در صربستان است که در ناحیه پچینیا واقع شده‌است. کلیسوریتسا ۱۷۳ نفر جمعیت دارد.